# Pseudosciara grisapex
Pseudosciara grisapex är en tvåvingeart som beskrevs av Edwards 1934. Pseudosciara grisapex ingår i släktet Pseudosciara och familjen sorgmyggor. Inga underarter finns listade i Catalogue of Life.